# 尤拉赫阿帕切塔山 (瓦伊納科塔斯區)
14°56′00″S 72°48′49″W / 14.93333°S 72.81361°W
尤拉赫阿帕切塔山（Yuraq Apachita），是秘魯的山峰，位於該國南部阿雷基帕大區，由拉烏尼翁省的瓦伊納科塔斯區負責管轄，屬於萬索山脈的一部分，海拔高度5,000米。